# Pseudomyrmex thecolor
Pseudomyrmex thecolor es una especie de hormiga del género Pseudomyrmex, subfamilia Pseudomyrmecinae. Esta especie fue descrita científicamente por Ward en 1992.